# Upłazkowy Kocioł

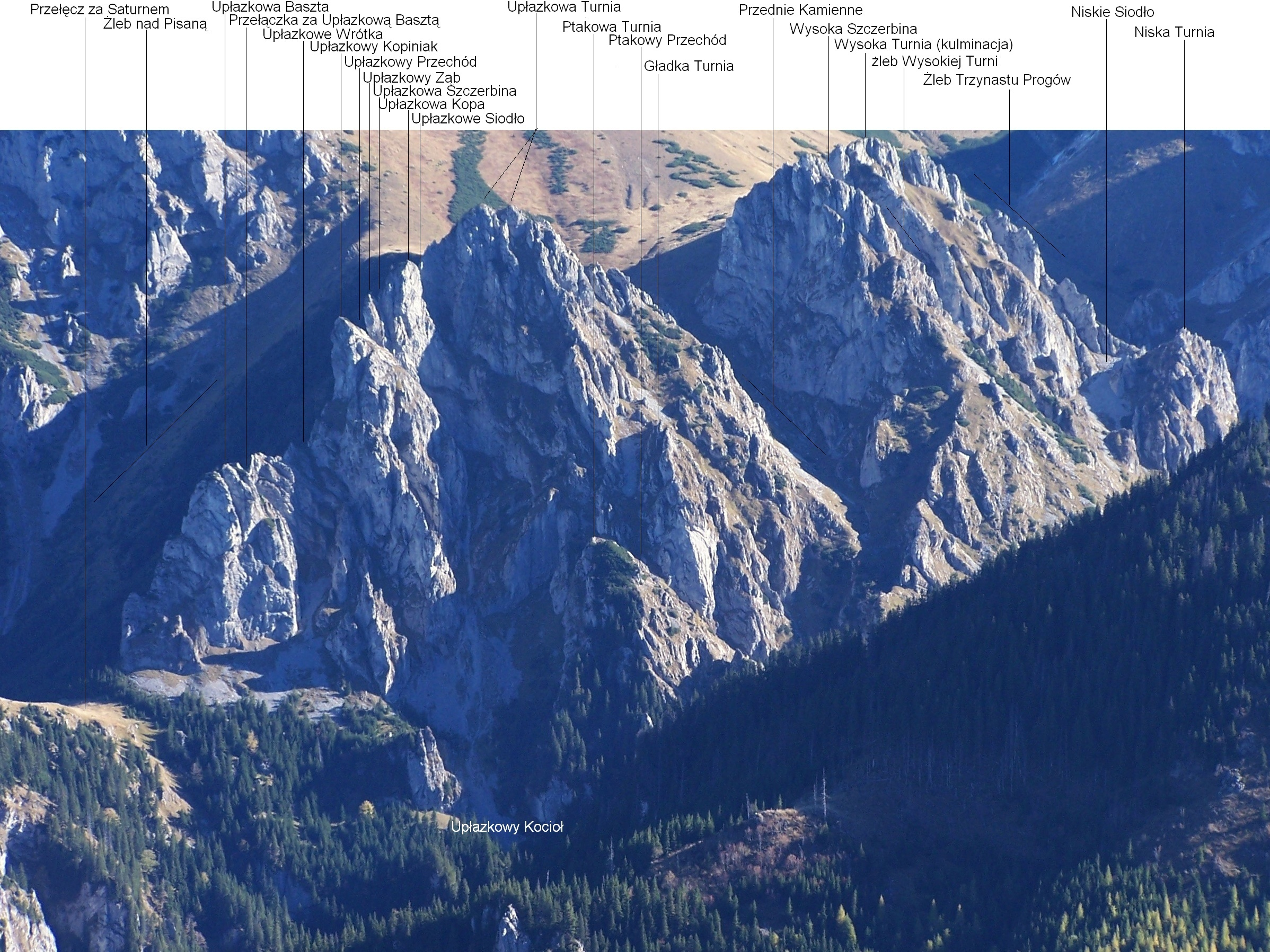
Widok z Ornaku

Upłazkowy Kocioł – kocioł oraz strome piarżysko w Wąwozie Kraków w Dolinie Kościeliskiej w Tatrach Zachodnich. Najwyższa jego część znajduje się u podnóży ścian północno-zachodniej i południowo-zachodniej grani Upłazkowej Turni. W górnej części kotła znajduje się otoczona piarżyskami i roślinnością skalna iglica. Opada spod niej do dna Wąwozu Kraków częściowo skalista, a częściowo porośnięta kosodrzewiną wypukłość oddzielająca Upłazkowy Kocioł od depresji spod Przełęczy za Saturnem. Upłazkowy Kocioł to nie tylko niewielki kociołek pod ścianami Upłazkowej Turni, ale także duże i strome piarżysko opadające aż do dna Wąwozu Kraków.
Cały rejon Upłazkowego Kotła zbudowany jest ze skał węglanowych. W ścianach i zboczach otaczających Upłazkowy Kocioł i opadające z niego piarżysko znajduje się wiele jaskiń, m.in. Gawra, Mała Gawra, Jaskinia Jagnięca, Jaskinia Skoruszowa, Arkada, Jaskinia nad Arkadą, Schron przy Arkadzie, Ukryty Schron.